# HaNoar HaLeumí
HaNoar HaLeumí (en hebreu: הנוער הלאומי) (en català: la Joventut Nacional) és un moviment juvenil sionista que va ser fundat en 1934 per la Federació Nacional dels Treballadors, com un moviment educatiu i social creat per promoure els valors democràtics al Mandat Britànic de Palestina, i posteriorment a l'Estat d'Israel, després de la declaració d'independència d'aquesta nació.

## Moviment Beitar
El moviment juvenil Beitar i la Joventut Nacional són dos grups molt afins a nivell ideològic. El moviment Beitar defensa els valors del sionisme revisionista de Zeev Jabotinsky, que ha estat i és una figura clau per aquest moviment juvenil. Encara que el moviment es considera com apolític, no obstant això col·loca al seu centre a figures polítiques i socials, amb uns valors identificats amb l'Estat sionista.

## Història
En els seus primers anys, el moviment formava part de la secció juvenil de la Federació Nacional dels Treballadors, però al llarg dels anys va esdevenir un moviment juvenil independent. Els graduats del moviment van establir llocs d'avançada i assentaments Nahal, que més tard van esdevenir en assentaments israelians.

## Educació
El moviment educa als seus membres d'acord amb els ensenyaments socials de Zeev Jabotinsky, els valors centrals dels quals contribueixen a la comunitat, a l'amor pel país, al desenvolupament del lideratge dels joves, a la realització del servei militar a les FDI i l'existència de l'Estat. La sòlida creença de Jabotinsky que la força de la joventut podia sanar les malalties socials de la nació, va ser la base del moviment. Els símbols del nou estat van ser l'Himne d'Israel, anomenat HaTikvá i la Bandera d'Israel.

## Ideals
D'acord amb els principis socials de Jabotinsky, un ha d'esforçar-se per aconseguir la igualtat de la societat i és necessari treballar per reduir les bretxes socials, a través de les activitats juvenils. Un guia del moviment compleix amb els ideals de Jabotinsky, això significa crear les principals bases per millorar les condicions de vida d'una persona, en el marc d'una societat igualitària.

## Activitats
El moviment ofereix: menjar, allotjament, roba, atenció sanitària, aliment, i roba pels més necessitats. Els seus membres visiten als ancians que estan en les residències, i als malalts ingressats als hospitals. Els guies i professors serveixen com a mestres i educadors de les generacions futures.

## Actualment
El moviment nacional de la joventut, ha fundat desenes de centres per dur a terme les seves activitats, principalment en la perifèria de les ciutats i en diverses ubicacions geogràfiques. El moviment nacional de la joventut, ofereix activitats i projectes per a la comunitat, duu a terme diverses campanyes, cursos de formació, campaments d'estiu, i emprèn diverses iniciatives socials, que són realitzades seguint un programa establert. A partir de 2017, el president del moviment és el jueu Nissim Shalem i el director general del moviment és el ciutadà Kobi Ezran.

## Lideratge
El lideratge juvenil del grup està format per joves que actuan com els guies del moviment. Els membres que assumeixen el lideratge són triats pels altres membres del grup. L'adreça del grup pren les decisions importants per al moviment, els membres generalment són crítics amb les decisions dels seus líders.

## Direcció
L'direcció del grup és dirigida pel president, que al seu torn és triat cada any per tots els consellers, en el grup tradicionalment se celebren eleccions anualment.